# Plotheia spurcata
Plotheia spurcata är en fjärilsart som beskrevs av Walker 1865. Plotheia spurcata ingår i släktet Plotheia och familjen trågspinnare. Inga underarter finns listade i Catalogue of Life.